# Unorganized Territory
Ein englisch Unorganized Territory ‚unorganisiertes Gebiet‘ ist ein Territorium der USA, für das der Kongress der Vereinigten Staaten kein Organic Act verabschiedet hat. Unorganized Territories sind Gebiete in den Vereinigten Staaten, die zu keinem Bundesstaat gehören und auch keine Selbstverwaltung haben.
Die heutigen Unorganized Territories sind Außengebiete der Vereinigten Staaten. Auch Amerikanisch-Samoa ist formal ein Unorganized Territory, da der Kongress kein Organic Act verabschiedet hat, besitzt aber in der Praxis Selbstverwaltung. Das einzige übriggebliebene Unorganized Territory ist somit das Palmyra-Atoll im Pazifik, das allerdings als englisch Incorporated Territory ‚eingegliedertes Gebiet‘ bezeichnet wird.

## Geschichte
Historisch wurde als Unorganized Territory das Gebiet der Great Plains bezeichnet, bevor es in kleinere Verwaltungseinheiten aufgeteilt wurde. Konkret bezeichnete man hiermit Teile des Louisiana Purchase. Diesen Zustand gab es von 1820 (Aufnahme Missouris als Bundesstaat) bis 1907 (Bildung des Bundesstaates Oklahoma). In dieser Zeit wurde es nach und nach immer weiter verkleinert, besonders 1854 (Kansas-Nebraska Act) und 1889 (Bildung des Oklahoma-Territoriums). Zuletzt umfasste es etwa die Osthälfte des heutigen Oklahoma. Umgangssprachlich wurde es als Indianerterritorium bezeichnet. Der Bundesstaat Oklahoma wurde dann aus der Vereinigung des Oklahoma-Territoriums mit dem Indianer-Territorium gebildet, nachdem der Plan einer Eigenstaatlichkeit für letzteres (unter dem Namen Sequoyah) gescheitert war.

## Unorganized Territories des United States Census Bureau
Unorganized Territories wurden, erstmals für den United States Census 1960, vom United States Census Bureau in den folgenden zehn Bundesstaaten definiert; diesen Staaten ist gemeinsam, dass Teile von Countys nicht in sogenannten „Minor Civil Divisions“ liegen:
- Arkansas
- Indiana
- Iowa
- Louisiana
- Maine[3]
- Minnesota
- North Carolina
- North Dakota
- Ohio
- South Dakota

Das United States Census Bureau gibt jedem Unorganized Territory einen Namen.
Beim United States Census 2000 gab es insgesamt 305 Unorganized Territories mit einer Fläche von 221.164,87 km² und 247.331 Einwohnern.